# Pidonia aurata
Pidonia aurata är en skalbaggsart som först beskrevs av Horn 1860.  Pidonia aurata ingår i släktet Pidonia och familjen långhorningar. Inga underarter finns listade i Catalogue of Life.